# Etlas (Gemeinde Groß Gerungs)
Etlas ist eine Ortschaft und eine Katastralgemeinde der  Stadtgemeinde Groß Gerungs im Bezirk Zwettl in Niederösterreich.

## Geografie
Der Weiler befindet sich an der Greiner Straße und wird weiträumig von der Zwettl umflossen. Im Nordwesten erhebt sich der Etlinger Berg (733 m ü. A.) über den Ort.

## Siedlungsentwicklung
Zum Jahreswechsel 1979/1980 befanden sich in der Katastralgemeinde Etlas insgesamt 10 Bauflächen mit 3.883 m² und 9 Gärten auf 3.876 m², 1989/1990 gab es 10 Bauflächen. 1999/2000 war die Zahl der Bauflächen auf 32 angewachsen und 2009/2010 bestanden 14 Gebäude auf 32 Bauflächen.

## Geschichte
Laut Adressbuch von Österreich waren im Jahr 1938 in Etlas zwei Landwirte mit Ab-Hof-Verkauf ansässig. Bis zur Eingemeindung nach Groß Gerungs war der Ort ein Teil der damaligen Gemeinde Ober-Rosenauerwald.

## Bodennutzung
Die Katastralgemeinde ist landwirtschaftlich geprägt. 42 Hektar wurden zum Jahreswechsel 1979/1980 landwirtschaftlich genutzt und 30 Hektar waren forstwirtschaftlich geführte Waldflächen. 1999/2000 wurde auf 39 Hektar Landwirtschaft betrieben und 33 Hektar waren als forstwirtschaftlich genutzte Flächen ausgewiesen. Ende 2018 waren 37 Hektar als landwirtschaftliche Flächen genutzt und Forstwirtschaft wurde auf 32 Hektar betrieben. Die durchschnittliche Bodenklimazahl von Etlas beträgt 17,9 (Stand 2010).